# Недялко Делков
Недялко Делков е изтъкнат български дендролог.

## Биография
Роден е в София на 13 октомври 1929 г. Завършва средно образование в Първа мъжка гимназия в София през 1947 година.
През 1952 г. постъпва в Лесовъдния отдел на Селскостопанската академия „Г. Димитров“ (бивш Агрономо-лесовъден факултет на Софийския университет, а година по-късно отделен като Висш лесотехнически институт). По време на следването си слуша лекции на такива изтъкнати специалисти като акад. Борис Стефанов, проф. Васил Стоянов, проф. Асен Биолчев, проф. Йордан Духовников и др., известни далеч не само в България. Особено е впечатлен от лекциите и ерудицията на учения от световна класа акад. Борис Стефанов. По-късно на него и на другия си учител-дендролог – проф. Атанас Ганчев, посвещава първия си учебник по дендрология. Завършва ВЛТИ през 1957 г.
Н. Делков постъпва на работа във ВЛТИ на 14 ноември 1960 г. Отначало е назначен като техник в катедра „Дендрология“ (въпреки инженерното му образование), а от 4 януари 1963 г. до 11 януари 1966 г. е инженер и старши инженер. От 1962 г. участва в провеждането на учебните занятия по дендрология като хоноруван асистент, а от 12 януари 1966 г. е редовен асистент. Избран е за доцент през 1979, а за професор – през 1989 г.

## Научна работа
На своите студенти, колеги и последователи проф. Делков оставя богато наследство от дендрологични експонати, учебни помагала, научни статии и книги. Учебникът му по дендрология претърпява 3 издания – през 1984, 1988, 1992 година.
Научното наследство на проф. Делков включва над 70 научни и научно-приложни разработки.
През 1970-те години научните интереси на проф. Делков са насочени главно към биологичните и екологични особености на източния платан (Platanus orientalis L.). През 1977 г. завършва монография върху този вид и я защитава като докторска дисертация.
Също от 1970-те години датира неговият интерес към горскостопанската рекултивация на промишлени насипи, върху който въпрос работи почти до края на научната си дейност. Публикува много статии върху използването на дървесните видове при рекултивацията, съавтор е на книга по тези въпроси. През 1988 г. представя и хабилитационна работа на тема: „Дендрологични аспекти на рекултивацията на промишлени насипи от добив на въглища в НР България“.
Едновременно с основните си интереси проф. Делков написва редица други дендрологични статии, твърде разнообразни по тематика.

## Книги
- Делков, Недялко. Дендрология.   София, Земиздат, 1988. с. 336.